# 루이스 미구엘 신트라
루이스 미구엘 신트라(Luís Miguel Valle Cintra, 1949년 4월 29일 ~ )는 포르투갈의 배우, 각본가, 영화배우, 텔레비전 배우이다.
마드리드에서 태어났다.

## 영화
- 벨렝의 늙은 남자 (2014년)
- 또 다른 삶 (2013년)
- 더 뉴 테스타먼트 오브 지저스크라이스트 어코딩 투 존 (2013년)
- 이프 아이 워 어 씨프... 아이드 스틸 (2012년)
- 게보 앤 더 섀도우 (2012년)
- 내일? (2012년)
- 엘 문도 큐 퓨 이 큐 에스 (2011년)
- 검과 장미 (2010년)
- 안젤리카의 이상한 사건 (2010년)
- 금발 소녀의 기벽 (2009년)
- 크리스토퍼 콜롬버스 - 이니그마 (2007년)
- 원 오브 더 투 캔 낫 비 롱 (2007년)
- 마법의 거울 (2005년) - 필립 쿠인타 역
- 제5제국 (2004년)
- 토킹 픽처 (2003년)
- 불확실성의 원리 (2002년)
- 댄서 업스테어즈 (2002년)
- 말과 유토피아 (2000년)
- 4월의 장교들 (2000년)
- 편지 (1999년)
- 불안 (1998년)
- 수도원 (1995년)
- 눈먼 남자의 허풍 (1994년)
- 용암의 집 (1994년)
- 세 남매 (1994년)
- 지상의 이곳 (1993년)
- 아브라함 계곡 (1993년)
- 절망의 날 (1992년)
- 신곡 (1991년)
- 헛된 영광 (1990년)
- 노란 집의 추억 (1989년)
- 피 (1989년)
- 카니바이슈 (1988년)
- 나의 경우 (1986년)
- 비단 구두 (1985년)
- 실베스트르 (1982년) - 필그림 역
- 사랑의 섬 (1982년) - 윈세스라우 드 모라에스 역